# Вранище (община Драгаш)
 Тази статия е за горанското село в Косово.  За селото в Северна Македония вижте Вранища.  
Вра̀нище или Вранища (на албански: Vranishtë или Vranishta; на сръбски: Враниште или Vranište) е село, разположено в областта Гора, в община Драгаш (Шар), Косово.

## География
Селото е разположено на югозапад от общинския център Драгаш.

## История
Васил Кънчов отбелязва през 1900 година Вранища сред селата в Гора, населени от българи мохамедани, наричани торбеши. Броят на къщите е 40.
След Междусъюзническата война селото попада в Сърбия. От края на 1915, до началото на май 1916 година Вранище и Вранищенска околия са част от териториите, администрирани от българските власти, след което - до октомври 1918 година е под австро-унгарско управление. Според Стефан Младенов в 1916 година Вра̀нище е българско село с 90 къщи.
На етническата си карта на Северозападна Македония в 1929 година Афанасий Селишчев отбелязва Вранище като българско село.
До 30-те години на ХХ век Вранища е административен център на Гора.
Динамиката на числеността на населението според преброяванията от 1948 до 2011 година е следната:
| Численост на населението | Численост на населението | Численост на населението | Численост на населението | Численост на населението | Численост на населението | Численост на населението |
| 1948                     | 1953                     | 1961                     | 1971                     | 1981                     | 1991                     | 2011                     |
| ------------------------ | ------------------------ | ------------------------ | ------------------------ | ------------------------ | ------------------------ | ------------------------ |
| 755                      | 771                      | 815                      | 884                      | 926                      | 731                      | 352                      |